# SN 2005dp
SN 2005dp – supernowa typu II odkryta 27 sierpnia 2005 roku w galaktyce NGC 5630. W momencie odkrycia miała maksymalną jasność 16,00m.